# Clemence Dane
Pour les articles homonymes, voir Dane.
Œuvres principales
- Régiment de femmes (1917)
- A Bill of Divorcement (1921)
- Enter Sir John (1928)

Winifred Ashton, dite Clemence Dane, née le 21 février 1888 à Blackheath, dans le Kent, et morte le 26 mars 1965 à Londres, est une romancière, nouvelliste, dramaturge, scénariste et essayiste britannique.

## Biographie
À la fin de ses études, elle enseigne le français pendant un an en Suisse, puis rentre en Angleterre, et séjourne en Allemagne, pour amorcer et compléter des études en arts. 
Après la Première Guerre mondiale, elle enseigne dans une école de jeunes filles et consacre ses temps libres à l'écriture. Son premier roman, Régiment de femmes (Regiment of Women), publié en 1917, est une étude pénétrante d'une école de filles. Son roman suivant, Légende (Legend), paru en 1919, est adapté pour le théâtre sous le titre A Bill of Divorcement en 1921 et, sous ce titre, à trois reprises au cinéma, notamment en 1932 par George Cukor. Son roman policier Enter Sir John (1928), ayant pour héros Sir John Saumarez, est adapté au cinéma par Alfred Hitchcock sous le titre Meurtre (Murder!) en 1930.
Cette suite de succès attire l'attention des studios d'Hollywood, où elle signe le scénario du film Anna Karénine (1935), réalisé par Clarence Brown, avec Greta Garbo. Elle remporte l'Oscar de la meilleure histoire originale en 1945 pour Le Verdict de l'amour ((Perfect Strangers ou Vacation from Marriage, un film américain réalisé par Alexander Korda, avec Robert Donat et Deborah Kerr.
Elle est également l'auteur du roman historique Les Aventures du Lieutenant Lapenotière (He Brings Great News), publié en 1944, et de biographies historiques romancées, dont The Golden Reign of Queen Elizabeth (1941).

## Œuvre

### Romans
- Regiment of Women (1917) Publié en français sous le titre Régiment de femmes, traduit par Jeanne Fournier-Pargoire, Paris, Éditions Plon, 1932, 427 p. (BNF 31991246) ; réédition, Paris, UGE, coll. « 10/18. Domaine étranger » no 1576, 1983 (ISBN 2-264-00504-1), 441 pages ; rééditions, Paris, Éditions Belfond, 2014 (ISBN 978-2-7144-5677-9), 492 pages
- Legend (1919) Publié en français sous le titre Légende, traduit par Jeanne Scialtiel, Paris, Éditions Plon - Nourrit et Cie, 1926 (BNF 31991242), 326 pages ; réédition, Monaco, Éditions du Rocher, coll. « Les Palmes » no 8, 1947 ; réédition, Paris, UGE, coll. « 10/18. Domaine étranger » no 1575, 1983 (ISBN 2-264-00498-3), 217 pages
- William Shakespeare: an Invention (1921)
- The Babyons: the Chronicle of a Family (1927)
- The Dearly Beloved of Benjamin Cobb (1927)
- The King Waits (1929)
- Printer's Devil (1930), en collaboration avec Helen Simpson (paru aux États-Unis sous le titre Author Unknown)
- Theater Royale (1931)
- Julia Newberry's Diary (1933)
- The Moon Is Feminine (1938) Publié en français sous le titre La Vague qui passe, traduit par Linda Russ, Paris, Éditions Gallimard, 1940 (BNF 31991247), 221 pages
- The Arrogant History of White Ben (1939), récit de science-fiction
- A Story (1946)
- He Brings Great News (1946), roman historique Publié en français sous le titre Les Aventures du Lieutenant Lapenotière, trad par N. Wydenbruck et F. Audille, Londres, Éditions Paul Zsolnay, 1945, 170 pages
- Bonny Prince Charlie (1948), en collaboration avec Dorothy Middleton
- The Flower Girls (1954)
- The Godson: A Fantasy (1964)

### Romans policiers

#### SérieSir John, écrite en collaboration avec Helen Simpson
- Enter Sir John (1928)
- Re-enter Sir John (1932)

#### Autre roman policier
- The Floating Admiral (1931), écrit en collaboration avec des membres de Detection Club Publié en français sous le titre L'Amiral flottant, traduit par Violette Delevingne, Paris, Gallimard, coll. « Le Scarabée d'Or » no 1, 1936 ; réédition dans une nouvelle traduction par François Andrieux sous le titre L'Amiral flottant sur la rivière Whyn, Clermont-Ferrand, Éditions Paleo, coll. « De l'autre côté » no 4, 2003  (ISBN 2-84909-026-3)

### Nouvelles
- The King Waits (1918), version courte du roman éponyme paru en 1929
- The Dearly Beloved of Benjamin Cobb (1923), première version courte du roman éponyme paru en 1927
- Wandering Stars (1924)
- Lover (1924)
- The Way Things Happen (1924)
- Spinster's Rest (1926)
- What Is Youth? (1927)
- Godfather Death (1934)
- Queen of South (1944)

### Théâtre
- First the Blade: A Comedy of Growth (1918)
- A Bill of Divorcement: A Piece in Three Acts (1921), adaptation pour la scène du roman Legend
- Will Shakespeare: An Invention in 4 acts (1922), adaptation pour la scène du roman éponyme
- Shivering Shocks, or, The Hiding Place: A Play for Boys (1923)
- Naboth's Vineyard: A Piece in Three Acts (1925)
- Granite: A Tragedy (1926)
- Mariners: A Play (1927)
- Mr. Fox: a Play for Boys (1927)
- A Traveller Returns: a Play in One Act (1927), aussi paru sous le titre The Wraith
- Creeping Jenny, Early Victorian (1928)
- Adam’s Opera: The Text of a Play (1928)
- Come of Age: The Text of a Play in Music and Words (1934), en collaboration avec Richard Addinsell
- Moonlight is Silver: A Play in Three Acts (1934)
- Wild Decembers: A Play in Three Acts (1932)
- Edmond Rostand's L'Aiglon (1934), traduction de la pièce française
- The Amateur Gentleman: From the Novel By Jeffery Farnol (1936)
- Mr. Edwards (1937)
- Heebbel's Herod and Marianne: a Free Adaptation (1938), adaptation libre d'une pièce allemande de Friedrich Hebbel
- England's Darling: A Play in One Act (1940)
- Cousin Muriel: A Play in Three Acts (1940)
- The Saviours: Seven Plays on One Theme (1942)
- The Lion and the Unicorn: a Play in Three Acts (1943)
- Call Home the Heart: A Play (1947)
- Eighty in the Shade: A Play in Three Acts (1959), en collaboration avec Sybil Thorndike

### Essais et autres publications
- The Women’s Side (1926)
- The King Waits (1929)
- Tradition and Hugh Walpole (1930)
- Broome Stages (1931)
- The Shelter Book (1940)
- The Golden Reign of Queen Elizabeth (1941)
- The Nelson Touch (1942)
- Approaches to Drama (1961)
- London Has a Garden (1964), monographie sur Covent Garden
- Claude Houghton: Appreciations (1965), en collaboration avec Hugh Walpole

### Poésie
- Trafalgar Day, 1940 (1941)

## Filmographie

### En tant que scénariste
- 1935 : Anna Karénine (Ana Karenine), film américain réalisé par Clarence Brown, adaptation du roman éponyme de Léon Tolstoï, avec Greta Garbo
- 1935 : The Tunnel, film britannique réalisé par Maurice Elvey, adaptation du roman éponyme de Bernhard Kellermann, avec Richard Dix
- 1936 : The Amateur Gentleman, film britannique réalisé par Thornton Freeland, adaptation du roman éponyme de Jeffery Farnol, avec Douglas Fairbanks Jr.
- 1937 : Fire Over England, film britannique réalisé par William K. Howard, adaptation du roman de A.E.W. Mason, avec Laurence Olivier, Flora Robson et Vivien Leigh
- 1937 : Farewell Again, film britannique réalisé par Tim Whelan, scénario original écrit en collaboration
- 1938 : St. Martin's Lane, film britannique réalisé par Tim Whelan, scénario original écrit en collaboration
- 1945 : Le Verdict de l'amour ((Perfect Strangers ou Vacation from Marriage), film américano-britannique réalisé par Alexander Korda, sur une histoire originale de Clemence Dane, avec Robert Donat et Deborah Kerr
- 1948 : Bonnie Prince Charlie, film britannique réalisé par Anthony Kimmins, scénario original de Clemence Dane, avec David Niven et Margaret Leighton
- 1949 : Bride of Vengeance, film américain réalisé par Mitchell Leisen, avec John Lund et Paulette Goddard
- 1950 : The Angel with the Trumpet, film britannique réalisé par Anthony Bushell

### Adaptations de ses œuvres
- 1922 : A Bill of Divorcement, film britannique réalisé par Denison Clift, adaptation de la pièce éponyme
- 1930 : Meurtre (Murder!), film britannique réalisé par Alfred Hitchcock, adaptation du roman policier Enter Sir John
- 1932 : Héritage (A Bill of Divorcement), film américain réalisé par George Cukor, adaptation de la pièce éponyme, avec John Barrymore, Katharine Hepburn et Billie Burke
- 1940 : A Bill of Divorcement, film américain réalisé par John Farrow, adaptation de la pièce éponyme, avec Maureen O'Hara, Adolphe Menjou  et Fay Bainter